# Église Saint-Martin d'Happencourt
L'église Saint-Martin d'Happencourt est une église située à Happencourt, en France.

## Localisation
L'église est située sur la commune de Happencourt, dans le département de l'Aisne.

## Historique